# Chorges
Chorges ist eine französische Gemeinde mit 3106 Einwohnern (Stand 1. Januar 2022) im Département Hautes-Alpes im Südosten Frankreichs. Der Ort liegt in der Nähe von Gap. Chorges war 1790 zunächst die Hauptstadt des Départements Hautes-Alpes.

## Allgemeines
Der Name Chorges leitet sich von lateinischen Catorimagus her, was sich auf den Stamm der Caturiger bezieht, die in der römischen Provinz Alpes Cottiae wohnten. Diese Caturigen kämpften so tapfer in den Alpenpässen gegen die Römer, dass sie nach ihrer Niederlage einige Sonderprivilegien erhielten. Sie gründeten die Stadt Civit Catur, Catorimagus, das heutige Chorges. Aus der Römerzeit ist ein Stein erhalten, der Pierre de Néron, der eine lateinische Inschrift trägt, in der der Name Nero  vorkommt. Dieser Stein ist heute an der Vorderfront der Kirche Saint-Victor zu sehen.

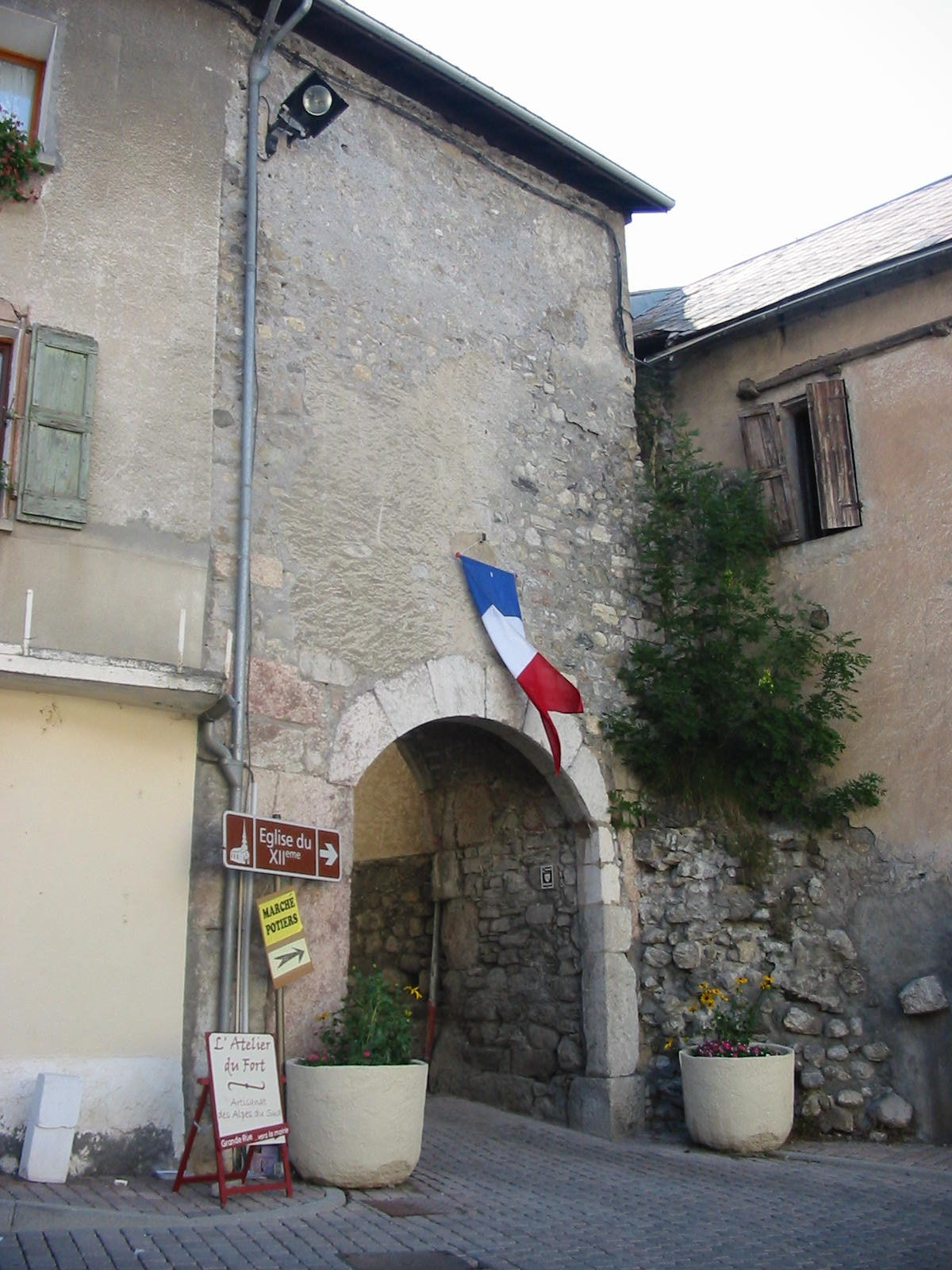
Porte des Souchons

Die Pfarrkirche Saint-Victor ist ein Bauwerk aus dem 12. Jahrhundert, sie wurde zwischen 1191 und 1194 von Mönchen aus Marseille errichtet. Im Jahr 1517 wurde sie von Söldnern des Königs Franz I. und 1569 von den Protestanten geplündert. Bei der Belagerung von 1586 brannte die Kirche, auch 1692 und 1699 gab es Feuerschäden. Die Kirche steht unter Denkmalschutz.
Das Château de Chorges wurde während der Französischen Revolution zerstört, doch sind im Stadtbereich noch Teile des Bauwerkes weiterverwendet worden (ein Portikus, mehrere Kapitelle und ein Türsturz, der als Sitzbank Verwendung fand).
Von den alten Stadttoren ist nur mehr die Porte Souchon vorhanden. Der Name der rue Porte Reveline weist allerdings darauf hin, dass es mindestens noch ein zweites Stadttor gegeben hat.

## Bevölkerungsentwicklung
| Jahr      | 1962 | 1968 | 1975 | 1982 | 1990 | 1999 | 2008 | 2018 |
| Einwohner | 1141 | 1173 | 1242 | 1391 | 1561 | 1882 | 2485 | 3055 |